# Данилів Іван Іванович
Іван Іванович Данилів (нар. 12 вересня 1968, Кальна, Долинський район, Івано-Франківська область, УРСР) — український політик, голова Долинської районної ради Івано-Франківської області (з листопада 2015). Доти — заступник керівника виконавчого апарату Долинської райради (керуючий справами).

## Скандали
Обвинувачувався у скоєнні злочину, передбаченого ч. 2 ст. 364, ст. 366 та ч. 2 ст. 357 КК України, — привласненні понад 135 тисяч гривень у вигляді відчуження майна Долинського міжгосподарського комбікормового заводу у 2005 р.  Головуючий суддя Пулик В. В. Долинського районного суду постановив щодо звільнення особи від кримінальної відповідальності відповідно до вимог ст. 45 КК України.[джерело?]
У грудні 2015 резонансно висловився проти образи Блоку Петра Порошенка у соцмережі Фейсбук («Блок Петра Порошенка — Блок Путіна-Порошенка»), звернувшись до Служби безпеки України з проханням дати правову оцінку «писарчукам».